# Jürgen Stadelmann

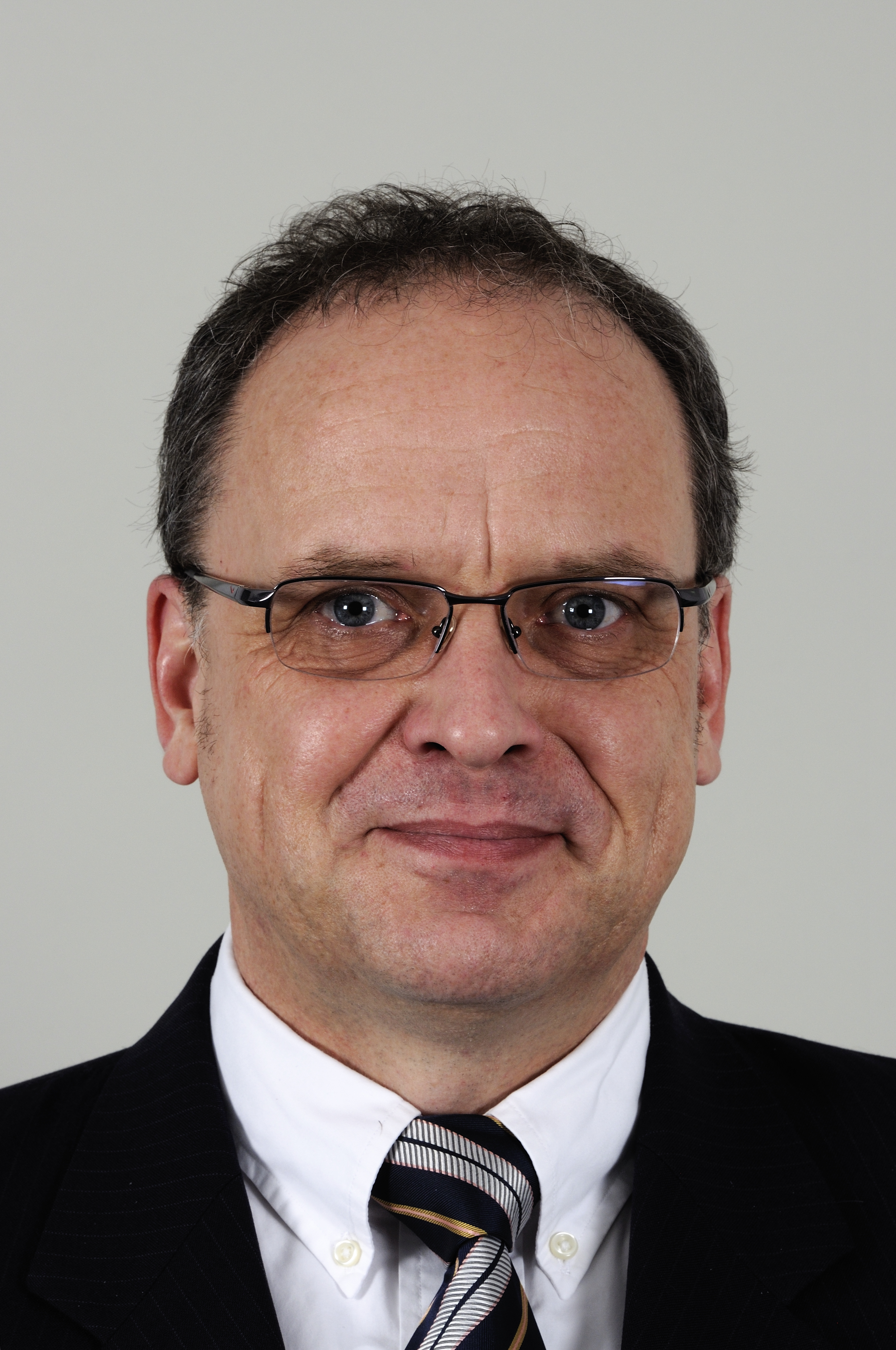
Jürgen Stadelmann (2012)

Jürgen Stadelmann (* 7. Juni 1959 in Wittenberge) ist ein ehemaliger deutscher Politiker (CDU) in Salzwedel. Er war Mitglied des Landtages (MdL) von Sachsen-Anhalt für den Wahlkreis Salzwedel und war von 2009 bis 2011 Staatssekretär im Ministerium für Landwirtschaft und Umwelt des Landes Sachsen-Anhalt. Derzeit ist er Geschäftsführer der Landesanstalt für Altlastenfreistellung des Landes Sachsen-Anhalt.

## Leben und Beruf
Nach der Berufsausbildung mit Abitur in Magdeburg und dem Grundwehrdienst bei der NVA studierte Stadelmann von 1981 bis 1986 Wasserwirtschaft an der TU Dresden. Anschließend arbeitete er als Technologe. 1988/1989 schloss sich ein zweisemestriges Aufbaustudium (Wirtschaftsinformatik) an der Technischen Universität Magdeburg an. Nach verschiedenen Tätigkeiten im Bereich Abwasser/Umwelt war er von 1998 bis 2006 zuständig für den Rückbau bei der EEG-Erdöl Erdgas GmbH Salzwedel/Berlin.
Jürgen Stadelmann ist seit dem 7. Juli 2012 mit Liane Stadelmann geb. Radespiel verheiratet und hat vier Kinder. Der Comedian Ingmar Stadelmann ist sein Sohn.

## Politik
Stadelmann trat 1989 in das Neue Forum ein. Er wurde 1993 Mitglied in der CDU. Er war von 1994 bis 2011 Mitglied des Kreisvorstandes der CDU des Altmarkkreises Salzwedel (Schatzmeister/stellv. Kreisvorsitzender), von 2001 bis 2011 Vorsitzender des Stadtverbandes der CDU in Salzwedel und von 2002 bis 2012 Beisitzer im Landesvorstand der CDU von Sachsen-Anhalt. Seit 1994 war er Mitglied des Kreistages des Altmarkkreises Salzwedel und war dort von 1995 bis 2004 Vorsitzender der CDU-Fraktion. Von 1998 bis 2004 war Stadelmann auch Mitglied des Stadtrates der Hansestadt Salzwedel und stellvertretender Stadtratsvorsitzender.
Stadelmann war seit 2002 Mitglied des Landtages von Sachsen-Anhalt; er wurde 2002 und 2006 jeweils als Direktkandidat im Wahlkreis Salzwedel gewählt. Er war umweltpolitischer Sprecher der CDU-Fraktion und Mitglied des Ausschusses für Umwelt und des Ausschusses für Bundes- und Europaangelegenheiten sowie Medien. In der 6. Wahlperiode ist er erneut umweltpolitischer Sprecher und Vorsitzender der Arbeitsgruppe Umwelt und zusätzlich Mitglied in der Arbeitsgruppe Finanzen der CDU-Fraktion sowie Mitglied des Umwelt- und Finanzausschusses des Landtages.
Er vertrat Sachsen-Anhalt von 2005 bis 2009 im Kongress der Gemeinden und Regionen des Europarates und wurde 2012 erneut in den Kongress gewählt. Er ist seit 2012 Vorsitzender des Vorstandes der Stiftung Umwelt, Natur und Klimaschutz (SUNK) des Landes Sachsen-Anhalt, seit 2008 Vorsitzender der Stiftung Deutsch-Bulgarische Begegnungsstätte Plovdiv und seit 2007 stellvertretender Vorsitzender der Deutsch-Bulgarischen Gesellschaft Sachsen-Anhalt e.V.
Nach dem Rücktritt von Petra Wernicke und der Berufung von Hermann Onko Aeikens zum neuen Minister wurde Jürgen Stadelmann vom 21. Oktober 2009 bis zum 18. Mai 2011 Staatssekretär im Ministerium für Landwirtschaft und Umwelt des Landes Sachsen-Anhalt und legte sein Landtagsmandat nieder.
Am 6. Dezember 2011 rückte Stadelmann für Nico Schulz, der zum Bürgermeister der Hansestadt Osterburg (Altmark) gewählt worden war, über die Landesliste in den Landtag nach. Bei der Europawahl 2014 kandidierte Stadelmann auf Platz 2 der Landesliste; ins Europäische Parlament zog jedoch nur Spitzenkandidat Sven Schulze ein.
Stadelmann hat am 1. Februar 2015 als Geschäftsführer die Leitung der Landesanstalt für Altlastenfreistellung (LAF) des Landes Sachsen-Anhalt in Magdeburg übernommen.